# NGC 5830
NGC 5830 é uma galáxia espiral (Sb) localizada na direcção da constelação de Boötes. Possui uma declinação de +47° 52' 33" e uma ascensão recta de 15 horas, 01 minutos e 51,0 segundos.
A galáxia NGC 5830 foi descoberta em 23 de Abril de 1887 por Lewis A. Swift.